# Malaysia tại Đại hội Thể thao Đông Nam Á 2021
Malaysia tham gia tranh tài tại Đại hội Thể thao Đông Nam Á 2021 tại Hà Nội, Việt Nam từ ngày 12 đến 23 tháng 5 năm 2022. Đoàn thể thao Malaysia gồm có 584 vận động viên, tranh tài ở 37 trên 40 môn thể thao (trừ Bóng ném, Vovinam và Vật).